# Tlalchichiltipán Nuevo
Tlalchichiltipán Nuevo är en ort i Mexiko.   Den ligger i kommunen José Joaquín de Herrera och delstaten Guerrero, i den sydöstra delen av landet, 230 km söder om huvudstaden Mexico City. Tlalchichiltipán Nuevo ligger 1 064 meter över havet och antalet invånare är 813.
Terrängen runt Tlalchichiltipán Nuevo är kuperad österut, men västerut är den bergig. Tlalchichiltipán Nuevo ligger nere i en dal. Runt Tlalchichiltipán Nuevo är det ganska glesbefolkat, med 43 invånare per kvadratkilometer. Närmaste större samhälle är Acatepec, 12,6 km sydost om Tlalchichiltipán Nuevo. I omgivningarna runt Tlalchichiltipán Nuevo växer huvudsakligen savannskog.